# 维巴庭园

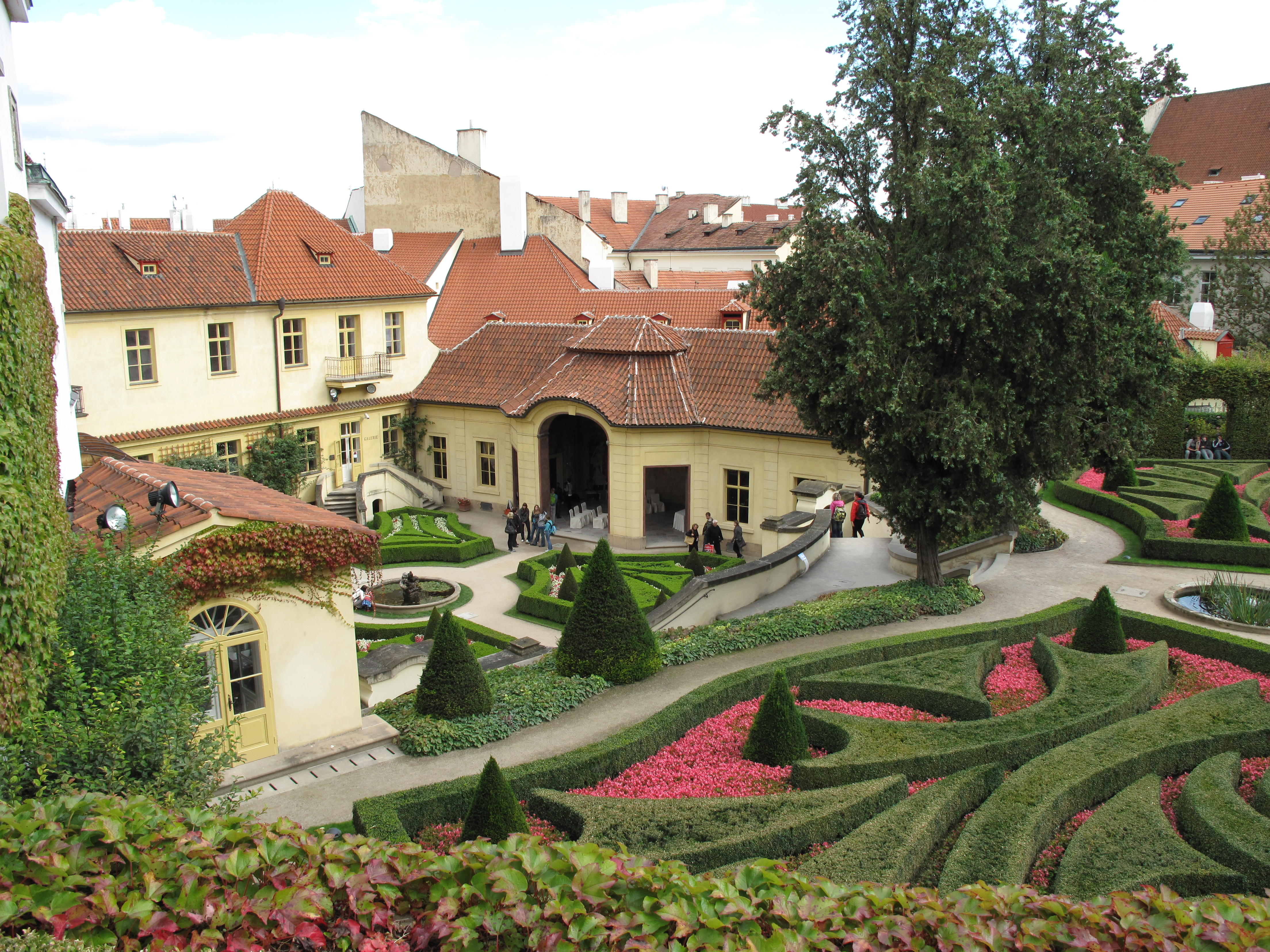
维巴庭园

维巴庭园（Vrtbovská zahrada）是一座意大利式巴洛克园林，位于布拉格小城。进入维巴庭园要经过加尔默罗街（Karmelitánské ulice）上的维巴宫（Vrtbovský palác）。花园从庭院向西延伸到佩特任山山坡。左右毗邻胜利之后圣母堂、弗罗茨瓦夫宫（Vratislavský palác）、弗罗茨瓦夫花园（Vratislavská zahrada）。顶端毗邻施波恩花园（Schönbornská zahrada）。 
花园得名于它的创始人和老板维巴，由18世纪巴洛克捷克建筑师Kanka 设计，雕塑是出自布劳恩之手，壁画维纳斯是莱纳的作品。维巴庭园是布拉格最美丽的园林之一。